# Henry E. Erwin
Pour les articles homonymes, voir Erwin.
Henry Eugene « Red » Erwin, Sr. (né le 8 mai 1921 à Adamsville et mort le 16 janvier 2002 à Birmingham) est un militaire américain.
Sergent-chef de l'United States Army Air Forces (USAAF), il est connu pour avoir obtenu la Medal of Honor lors de la Seconde Guerre mondiale. En effet, en 1945, alors opérateur radio à bord d'un Boeing B-29 Superfortress au cours d'une mission de bombardement sur Kōriyama, au Japon, une bombe au phosphore blanc s'allume prématurément dans le bombardier et le blesse gravement. Alors que la fumée remplit l'avion, il prend la bombe en feu et la transporte à travers l'avion jusqu'au poste de pilotage où il la jette par une fenêtre. Bien qu'il subisse de graves brûlures, il réussit ainsi à sauver l'avion et tous les membres d'équipage.
Son rôle est interprété par David Sharpe dans le film Tonnerre sur le Pacifique (1951).
Il est le père du sénateur américain Hank Erwin (en).